# I. Teodór leszboszi uralkodó
I. Teodór (megh. 1455. június 30.) Leszbosz negyedik uralkodója 1428-tól haláláig. A Gattilusi-dinasztia tagja. Uralkodása alatt keményen meg kellett küzdeni, hogy a családja szuverenitása fennmaradjon a szigeten, ezért a kicsiny Leszbosznak harcba kellett szállnia a hatalmas Oszmán Birodalommal.

## Élete
II. Ferenc leszboszi uralkodó és ismeretlen nevű feleségének második fia, aki fiú utód nélkül elhunyt bátyjától, Jakabtól vette át az arkhóni címet. 1423-tól 1424-ig a Genovai Köztársaság részét képező kis-ázsiai Phokaia gyarmatvárosát kormányozta. Rögvest uralma elején a Velencei Köztársaság és Genova között dúló harcokba bonyolódott bele. Azt követően a Bizánci Birodalom és a Trapezunti Császárság közötti háborúba sodródott Leszbosz. Ebben Teodór a trapezuntiakat támogatta, ahogyan tette azt Genova is.
Uralkodása alatt még Lemnosz és Thászosz szigeteit ellenőrizte. 1449-től gyakorta betegeskedett, ezért már ekkor fiára, későbbi utódjára, Dominikra hárult több kormányzati és üzleti teendő.
Konstantinápoly elestét követően a török katonai intenzitás megnőtt az Égei-tengeren. A birodalom centrumának biztosítása érdekében kizárólag a török akarta uralni az itteni vizeket, ezért meg akart szabadulni a szigeteken található törpeállamoktól, illetve egyéb keresztény támaszpontoktól, Leszboszra így szinte gigantikus méretű nyomás nehezedett. Hamza török admirális 1455 júniusában Rhodosznak tartott flottája élén és Leszbosz előtt horgonyzott le. Dominik nem akart harcot a törökökkel, ezért küldte az admirális elé a Dukasz nevezetű görög történetírót és diplomatát ajándékokkal: 8 finom gyapjúszőttest, hatezer ezüstöt, 20 ökröt, 50 juhot, 800 akó bort, nagy mennyiségű kenyeret és süteményt, vagy ezer liter sajtot és nagy mennyiségű gyümölcsöt, illetve külön ajándékokat a többi tisztnek. II. Mehmed török szultán azt akarta, hogy Teodór ismerje el az oszmán fennhatóságot, de egy ilyen jellegű megállapodást már ratifikálhattak, mert Hamza elvonulása után nem sokkal Teodór meghalt.

## Családja
Teodór rokonsága köréből választott magának feleséget, Orietta Doria személyében. Orietta bátorságáról volt híres, mert 1450-ben az általa vezetett lemnoszi Molivész lakói visszavertek egy török támadást. Teodórral hat gyermekük született.
- III. Ferenc thászoszi uralkodó, aki feleségül vette rokona Palamédész lányát
- Dominik, utódja, aki rövid ideig uralkodott a sziget felett
- Miklós, aki megdöntve testvére hatalmát vette át az irányítást Leszboszon, de igen rövid időn belül megfizetett árulásáért
- Ginevra, 1444-ben hozzáment II. Jakab naxoszi herceghez.
- Katalin (–1442), XI. Konstantin utolsó bizánci császár felesége
- Mária (–1461 után) trapezunti társcsászárné, Sándor trapezunti társuralkodó felesége, 1 fiú